# Andacollo Airport
Andacollo Airport är en flygplats i Chile.   Den ligger i provinsen Provincia de Llanquihue och regionen Región de Los Lagos, i den södra delen av landet, 900 km söder om huvudstaden Santiago de Chile. Andacollo Airport ligger 139 meter över havet.
Terrängen runt Andacollo Airport är platt. Närmaste större samhälle är Frutillar, 9,1 km söder om Andacollo Airport.
Trakten runt Andacollo Airport består i huvudsak av gräsmarker. Runt Andacollo Airport är det glesbefolkat, med 16 invånare per kvadratkilometer.